# Robin Dixon
Thomas Robin Valerian Dixon baron van Glentoran (Londen, 21 april 1935) is een voormalig Brits bobsleeremmer en politicus.
Dixon won tijdens Olympische Winterspelen 1964 de gouden medaille in de tweemansbob nadat zij een bout van de Italiaanse bob van Eugenio Monti geleend hadden, zonder deze geste van de Italianen was Dixon met zijn piloot Anthony Nash gediskwalificeerd. Voor deze actie is Monti beloond met de Pierre de Coubertin-medaille, Monti zelf won de bronzen medaille. Nash werd in 1966 wederom samen met Nash wereldkampioen in de tweemansbob. Nash viel tijdens de Olympische Winterspelen 1968 buiten de medailles. Tijdens de Olympische Winterspelen 1976 was Nash voorzitter van de jury bij het bobsleeën.
Dixon heeft zitting gehad in het Brits Hogerhuis vanwege zijn adellijke afkomst.

## Resultaten
- Wereldkampioenschappen bobsleeën 1963 in Igls  in de tweemansbob
- Olympische Winterspelen 1964 in Innsbruck  in de tweemansbob
- Olympische Winterspelen 1964 in Innsbruck 12e in de viermansbob
- Wereldkampioenschappen bobsleeën 1965 in St. Moritz  in de tweemansbob
- Wereldkampioenschappen bobsleeën 1966 in Cortina d'Ampezzo  in de tweemansbob
- Olympische Winterspelen 1968 in Grenoble 5e in de tweemansbob
- Olympische Winterspelen 1968 in Grenoble 8e in de viermansbob

1932: Hubert Stevens / Curtis Stevens ·
1936: Ivan Brown / Alan Washbond ·
1948: Felix Endrich / Friedrich Waller ·
1952: Andreas Ostler / Lorenz Nieberl ·
1956: Lamberto Dalla Costa / Giacomo Conti ·
1964: Anthony Nash / Robin Dixon ·
1968: Eugenio Monti / Luciano De Paolis ·
1972: Wolfgang Zimmerer / Peter Utzschneider ·
1976: Meinhard Nehmer / Bernhard Germeshausen ·
1980: Erich Schärer / Josef Benz ·
1984: Wolfgang Hoppe / Dietmar Schauerhammer ·
1988: Jānis Ķipurs / Vladimir Kozlov ·
1992: Gustav Weder / Donat Acklin ·
1994: Gustav Weder / Donat Acklin ·
1998: Günther Huber / Antonio Tartaglia en Pierre Lueders / David MacEachern ·
2002: Christoph Langen / Markus Zimmermann ·
2006: André Lange / Kevin Kuske ·
2010: André Lange / Kevin Kuske ·
2014: Beat Hefti / Alex Baumann ·
2018: Francesco Friedrich / Thorsten Margis en Justin Kripps / Alexander Kopacz ·
2022: Francesco Friedrich / Thorsten Margis
- Library of Congress Control Number: nb2011001852
- Virtual International Authority File: 165353842